# Miyuki Takahashi
Pour les articles homonymes, voir Takahashi.
Miyuki Takahashi (高橋 みゆき, Takahashi Miyuki) est une ancienne joueuse japonaise de volley-ball née le 25 décembre 1978 à Yamagata (Préfecture de Yamagata). Elle mesure 1,70 m et jouait au poste de réceptionneuse-attaquante. Elle a totalisé 232 sélections en équipe du Japon.

## Clubs
| Club                       | De        | À         |
| -------------------------- | --------- | --------- |
| NEC Red Rockets            | 1997-1998 | 2004-2005 |
| Joy Volley Vicenza         | 2005-2006 | 2006-2007 |
| NEC Red Rockets            | 2007-2008 | 2008-2009 |
| Toyota Auto Body Queenseis | 2011-2012 | 2011-2012 |

## Palmarès

### Équipe nationale
- Championnat d'Asie et d'Océanie (1)
  - Vainqueur : 2007.
  - Finaliste : 2003.

### Clubs
- Championnat du Japon (3)
  - Vainqueur (3): 2000, 2003, 2005.
  - Finaliste (2): 1998, 2002.

### Distinctions individuelles
- World Grand Champions Cup féminine 2001: Meilleure serveuse[1].
- Championnat d'Asie et d'Océanie de volley-ball féminin 2003: Meilleure attaquante.
- Grand Prix Mondial de volley-ball 2005: Meilleure marqueuse.
- Championnat d'Asie et d'Océanie de volley-ball féminin 2007: MVP.